# اف‌ام‌ای آی.ای‌ئی.۲۰ ال بویرو
اف‌ام‌ای ۲۰ ال بویرو (به معنای شَبان) (اسپانیایی: FMA 20 El Boyero‎) یک هواپیمای سبک چندمنظوره است که در دهه ۱۹۴۰ در آرژانتین تولید شد. این هواپیما دارای طراحی متعارف تک بال با بال بالا و مهار شده و ارابه فرود ثابت کلاسیک بوده که دو سرنشین آن در یک کابین محصور و بسته در کنار هم می‌نشستند.

## توسعه
فابریکا میلیتار دی آویونس (اف.ام. ای) کار طراحی ال بویرو را در سال ۱۹۳۹ آغاز نمود تا نیازهای کلوپ‌های پرواز آرژانتینی برای هواپیمای آموزشی را برآورده سازد. نمونه اولیه شماره یک با موتور ۵۰ اسب بخاری (۳۷ کیلووات) کانتیننتال ای ۵۰ تخت چهار موتوره، در ۲ نوامبر ۱۹۴۰ و نمونه دوم در اوایل سال بعد به پرواز درآمدند.ال بویرو یک هواپیمای تک موتوره تک باله با بال بالا با پیکربندی تراکتوری بود که دارای ارابه فرود متعارف در جلو و یک چرخ در عقب بدنه هواپیما بود. بدنه هواپیما دارای ساختاری از لوله ای فولادی با پوشش پارچه ای بود، در حالی که بال هواپیما که با ستون‌های لوله فولادی به بدنه متصل شده بود دارای تیرهای حامل از جنس چوب کاج نوئل با تیرهای عرضی بال از آلیاژ آلومینیوم بود. خلبان کارآموز و مربی در یک کابین سرپوشیده در کنار هم نشسته بودند و سیستم‌های کنترل دوگانه برای آنها فراهم شده بود.

## کاربران
آرژانتین
- نیروی هوایی آرژانتین[۲]
- نیروی زمینی آرژانتین[۲]
- ژاندارمری ملی آرژانتین[۴]

## مشخصات

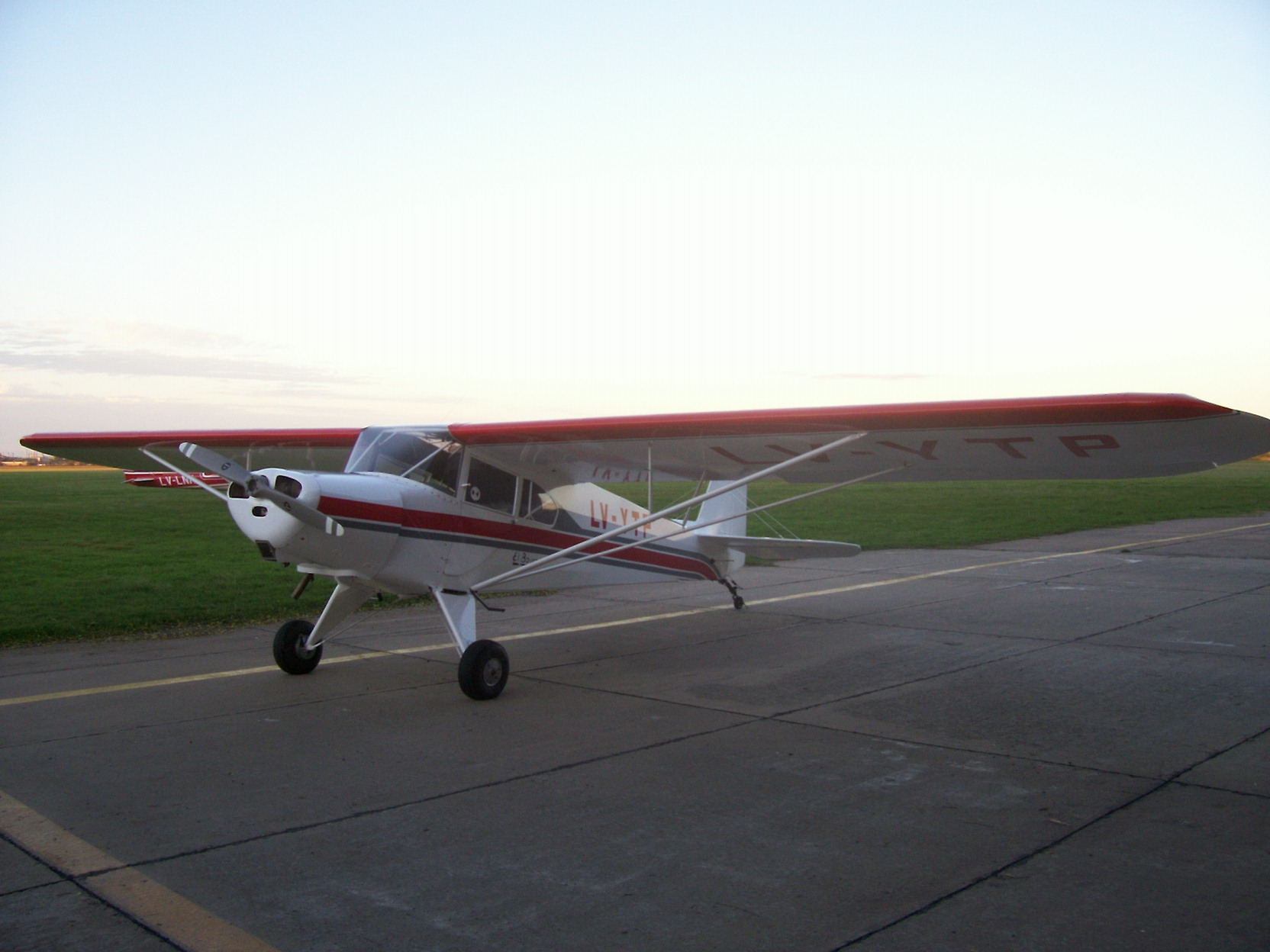
یک فروند آی. ای‌ئی. ۲۰ ال بویرو در باشگاه هوایی سن نیکولاس، بوئنوس آیرس، آرژانتین. این هواپیما نسبت به مدل اصلی تغییرات جزئی در دماغه و دم داشته و موتور آن با یک کانتیننتال ۸۵ اسب بخاری جایگزین شده است.

داده‌ها از Jane's All the World's Aircraft 1948
ویژگی‌های عمومی
- خدمه: یک خلبان کارآموز
- ظرفیت: ۱ مربی خلبانی
- طول: ۷٫۱۰ متر (۲۳ فوت ۴ اینچ)
- پهنای بال: ۱۱٫۵۰ متر (۳۷ فوت ۹ اینچ)
- ارتفاع: ۱٫۸۰ متر (۵ فوت ۱۱ اینچ)
- مساحت بال‌ها: ۱۷٫۷ متر مربع (۱۹۱ فوت مربع)
- ایرفویل: NACA 23012
- وزن خالی: ۳۲۵ کیلوگرم (۷۱۷ پوند)
- وزن ناخالص: ۵۵۰ کیلوگرم (۱٬۲۱۳ پوند)
- ظرفیت سوخت: ۷۰ لیتر (۱۸ گالون آمریکایی؛ ۱۵ گالون بریتانیایی)
- پیشرانه: ۱ عدد موتور تخت چهارسیلندر هواخُنک کانتیننتال ای ۶۵, ۴۸ کیلووات (۶۵ اسب بخار)

عملکرد
- حداکثر سرعت: ۱۶۷ کیلومتر بر ساعت (۱۰۴ مایل بر ساعت، ۹۰ گره)
- سرعت کروز: ۱۴۰ کیلومتر بر ساعت (۸۷ مایل بر ساعت، ۷۶ گره)
- بُرد: ۶۵۰ کیلومتر (۴۰۰ مایل، ۳۵۰ مایل دریایی)
- حداکثر ارتفاع: ۴٬۰۰۰ متر (۱۳٬۱۰۰ فوت)